# 71-es villamos (Budapest)
A budapesti 71-es jelzésű villamos a Baross tér és a Berlini tér között közlekedett. A járatot a Budapest Székesfővárosi Közlekedési Rt. üzemeltette.

## Története
1915-ben indult a 35-ös villamost felváltó 71-es villamos a Kőbányai kocsiszín – Átlós út útvonalon. A későbbiekben útvonala módosult: a Kelenföldi pályaudvar és a Népliget lett a végállomása. 1921. november 21-étől december 14-ig nem közlekedett, december 15-étől pedig a Kelenföldi pályaudvar – Nagyvárad tér útvonalon járt.
1920. március 8-ától ismét a Népligetig járt, október 30-ától viszont a Népliget – Üllői út – Orczy út – Rottenbiller utca – Damjanich utca – Városliget útvonalon közlekedett ideiglenes jelleggel. Egy évvel később az ideiglenes útvonalon járt október végén. 1921. december 29-étől kőbányai végállomása a Kőbányai kocsiszínhez került. 1926. július 12-én a budai végállomása a Horthy Miklós úti hurokhoz (a mai Móricz Zsigmond körtér területére) került. Augusztus 23-ától a Városliget – Aréna út – Thököly út – Fiumei út – Orczy út – Üllői út – Ferenc József híd – Horthy Miklós út útvonalon járt.
1926. november 22-étől a Krisztina körút – Gellért rakpart – Ferenc József híd – Üllői út – Fiumei út – Városliget útvonalon közlekedett, visszafelé pedig 15-ös jelzéssel járat. 1930. szeptember 15-étől önálló járatként a Baross tér és a Berlini (ma Nyugati) tér között közlekedett. 1937. július 15-étől december 13-ig a Keleti pályaudvar és az Új Szent János kórház között közlekedett. Ezután ismét régi vonalán járt egészen 1939. november 20-ig, amikor megszüntették.